# Encephalartos barteri
Encephalartos barteri Carruth. ex Miq., 1868 è una pianta appartenente alla famiglia delle Zamiaceae, diffusa nelle regioni tropicali dell'Africa occidentale.

## Descrizione
Queste piante hanno un fusto eretto, senza ramificazioni, che può raggiungere 2,6 metri di lunghezza e 30 cm di diametro.
Le foglie, disposte a corona all'apice del fusto, lunghe fino a 180 cm, sono composte da foglioline lanceolate, con i margini dotati di piccole spine e disposte sul rachide in modo opposto a 180º.
È una specie dioica, dotata di coni maschili fusiformi, sessili, di colore giallo, lunghi 8–23 cm e con un diametro di 3–5 cm, con microsporofilli larghi e di forma rombica, e coni femminili, ovoidali, di colore giallo-verde, lunghi 15–35 cm e con un diametro di 8–15 cm, con macrosporofilli dalla superficie verrucosa.
I semi hanno una forma oblunga, sono lunghi 20–30 mm, hanno una larghezza di 18–23 mm e sono ricoperti da un tegumento di colore rosso.

## Distribuzione e habitat
La specie è diffusa in Africa occidentale (Nigeria, Benin, Ghana e Togo).
Cresce su pendii rocciosi, nella vegetazione boschiva della savana e nelle foreste tropicali, da 400 a 1400 m di altitudine.

## Conservazione
La IUCN Red List classifica E. barteri come specie vulnerabile.

La specie è inserita nella Appendice I della Convention on International Trade of Endangered Species (CITES)